# Choke (Kampfsport)
Als Chokes bezeichnet man bei Grappling-Kampfsportarten sowie beim Mixed Martial Arts Griffe, welche die Aufgabe des Gegners durch Würgetechniken erzwingen. Sie sind abzugrenzen von „Locks“, also dem Überhebeln von Gelenken, wie etwa den Beinen, den Armen oder den Schultern.
Chokes haben den Vorteil, dass sie unmittelbar auch gegen Stärkere wirken, wohingegen etwa ein Armhebel unter Umständen nicht beendet werden kann, wenn der Gegner stärker ist und diesen verteidigt.
Gleichzeitig ist das Verletzungsrisiko relativ gering, da der Gegner bei Nichtaufgabe zwar nach kurzer Zeit das Bewusstsein verliert, aber schnell wieder erwacht. Die Gefahr bleibender Schäden ist also sehr gering.

## Generelle Unterscheidungen
Chokes können sowohl in Bezug auf die Wirkung, auf die sie abzielen, als auch auf die Art, wie sie ausgeführt werden, unterschieden werden.

### Blood Chokes/Air Chokes
Grob unterschieden werden können die Chokes in „Blood Chokes“, also Chokes, welche den Blutfluss in den Arterien zum Gehirn unterbrechen und so durch den Sauerstoffmangel Bewusstlosigkeit herbeiführen, sowie „Air Chokes“, welche ein Würgen, also die Unterbrechung der Luftzufuhr über die Luftröhre zur Folge haben. Der Unterschied ist jedoch je nach individueller Anatomie der Kämpfer sowie Ausführtechnik fließend.
Wird eine Technik als Blood Choke ausgeführt, wirkt sie jedoch bei Nichtaufgabe des Gegners im Allgemeinen schneller. So tritt bei Unterbrechung der Blutzufuhr die Bewusstlosigkeit nach ca. 10 Sekunden ein, während eine Unterbrechung der Sauerstoffzufuhr zu den Lungen minutenlang ohne Folgen bleiben kann.
Zudem ist die Gefahr einer nachhaltigen Quetschung des Kehlkopfes sowie der Luftröhre bei einem Air Choke deutlich größer.
Hingegen hierzu müsste theoretisch ein Blood Choke bei einem bewusstlosen Kämpfer minutenlang gehalten werden, um ernsthafte Schäden oder Tod zu erwirken. Dies geschah so bei einem Hinterhofkampf im Sommer 2013 in Brasilien. Hier hielt ein Jugendlicher einen anderen nach dessen Aufgabe noch 37 Sekunden in einem „Bulldog Choke“ fest.
→ Siehe auch: Hauptartikel Würgegriff

### Arm Chokes/Shoulder Chokes
Relevanter als die nicht immer eindeutig voneinander abgrenzbare Wirkung der Chokes ist die Unterscheidung in Bezug auf die Technik, mit der sie ausgeführt werden. Hierzu unterscheidet man Arm Chokes, Chokes wie etwa den „Rear Naked Choke“, bei welchem die Wirkung mit den Armen erzielt wird, sowie Shoulder Chokes, welche aufgrund von Druck mittels der Schulter wirken.
Eine Sonderform, bei der die Beine genutzt werden, stellt der Triangle Choke dar.
→ Hauptartikel Triangle Choke

### Abgrenzung zu Neck Cranks
Abzugrenzen von Chokes sind „Neck Cranks“, die ein Verreißen des Genicks zum Ziel haben.
Grundsätzlich können Chokes von Neck Cranks klar abgegrenzt werden. Allerdings kann eine brutale Anwendung oder die Anwendung durch ungeübte Personen, die nicht hinreichend wissen, was sie tun, zu schweren Verletzungen führen. Ein „Guillotine Choke“ etwa kann, je nach Ausführung ein Blood Choke, ein Air Choke, aber auch ein Neck Crank, also das Verreißen des Nackens sein. So wurde der Amateur-Mixed-Martial-Arts-Kämpfer Zach Kirk bei einem Kampf in Iowa am 27. Mai 2009 aufgrund eines Guillotine Chokes querschnittsgelähmt.

### No-Gi Chokes/Gi Chokes
Des Weiteren können Chokes in „Gi Chokes“ sowie „No-Gi Chokes“ unterschieden werden.
Als Gi Chokes werden Choketechniken bezeichnet, welche ein Kleidungsstück zur Ausführung erforderlich machen. Klassischerweise ist dies im Kampfsport ein Gi. In einer Selbstverteidigungssituation können dies auch ähnlich gelagerte, hinreichend weit geschnittene und reißfeste Kleidungsstücke, wie etwa ein Schal, eine Lederjacke oder ein Hoodie sein.
Der Nachteil besteht darin, dass für eine Selbstverteidigungssituation nicht grundsätzlich damit gerechnet werden kann, dass der Angreifer solche Kleidungsstücke trägt. Werden also ausschließlich Gi-Griffe trainiert, ist dies für eine Selbstverteidigungssituation nur bedingt geeignet.
No-Gi Chokes sind hingegen nicht von einer entsprechenden Kleidung abhängig. Sie funktionieren generell, sofern sie korrekt ausgeführt werden.
Der Nachteil ist, dass sie oftmals schwerer anzuwenden sind, wenn der Gegner sie verteidigt. So kann der Gegner etwa seinen Hals vor einer Guillotine mittels Einziehen des Nackens und Vorschieben der Schulter schützen. Seinen Gi-Kragen kann er jedoch nur bedingt verdecken/verstecken.
Nachfolgend sind zunächst die No-Gi Chokes aufgeführt:

## Arm Chokes
Als Arm Chokes sind vor allem folgende Chokes relevant:

### Rear Naked Choke

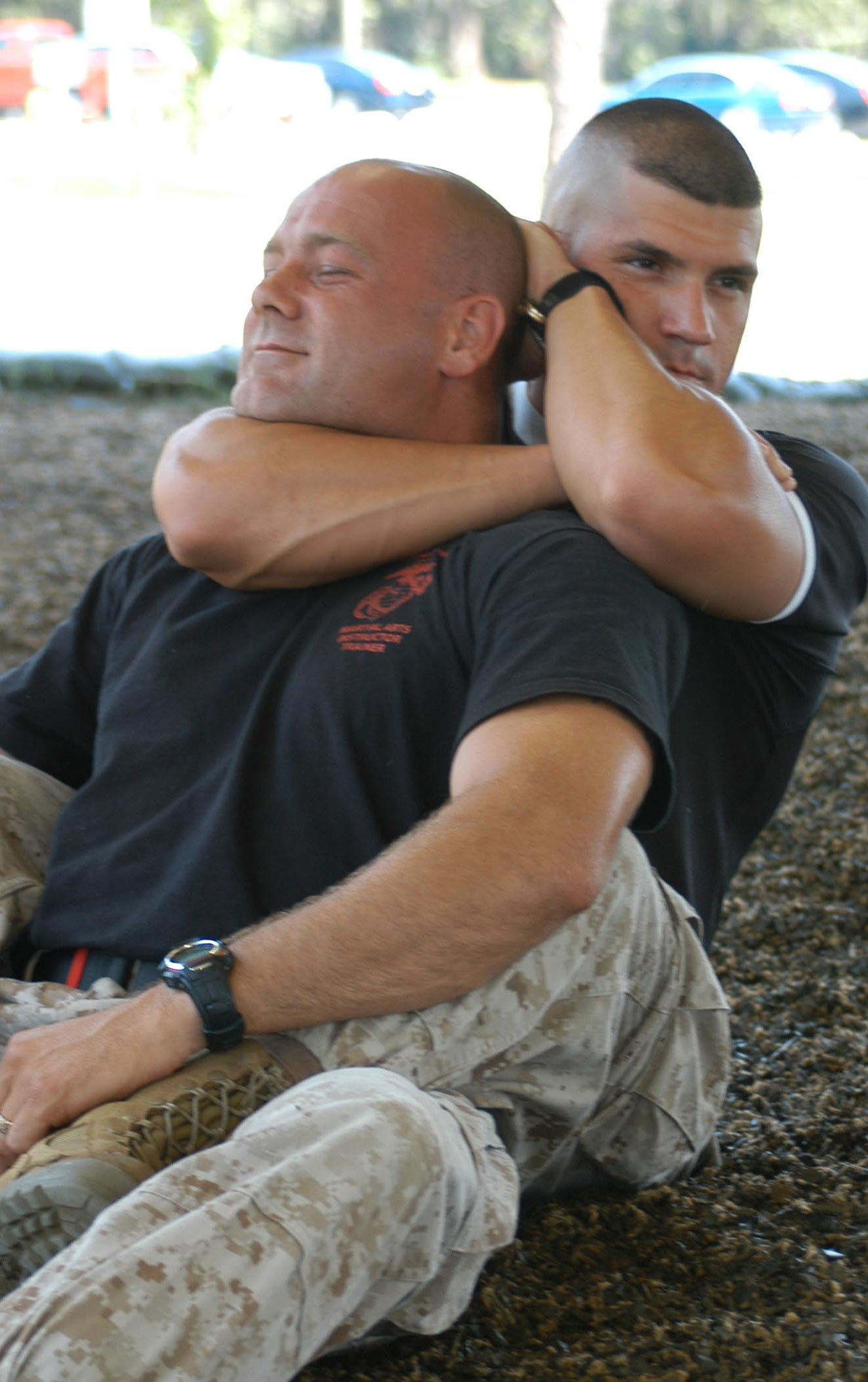
Ein Soldat der US Marines demonstriert den Rear Naked Choke.

Der Rear Naked Choke (RNC), im Judo auch bekannt als „Hadaka-jime“ (裸絞め, frei übersetzt „überkreuztes Auswringen“) sowie als „Mata Leon“ oder „Mata Leão“ (spanisch bzw. portugiesisch für „Löwentöter“), ist ein Choke, welcher vom Rücken aus angewendet wird.
Frei übersetzt bedeutet es „von hinten ausgeführter, nackter Drosselgriff“. Das Wort „nackt“ bezieht sich darauf, dass zur Ausführung kein Gi benötigt wird, wie das oftmals bei Judo- und Jiu Jitsu-Techniken der Fall ist.
Er kann bei oberflächlicher Betrachtung leicht mit einem typischen „Würgegriff“ von hinten verwechselt werden. Tatsächlich zielt er aber nicht auf die Luftröhre, sondern in erster Linie auf die Schlagadern des Gegners. Es handelt sich also um einen Blood Choke.
Zur Ausführung sind zwei Varianten möglich:
In der ersten Variante legt der Angreifer seinen Arm V-förmig von hinten um den Hals des Gegners und hält seinen eigenen Bizeps.
Mit der anderen Hand kann er nun den Kopf des Gegners nach vorne schieben und so die Schlagadern blockieren.
In der zweiten Variante legt er ebenfalls die eine Hand um den Hals des Gegners, greift jedoch nicht seinen Bizeps, sondern legt die Hände quer zusammen („Gable Grip“). Den Druck erzeugt er, indem er seinen Ellenbogen gegen das Schulterblatt des Gegners stemmt.
Aufgrund des einfachen Prinzips sowie der Tatsache, dass dieser Choke sowohl am Boden wie auch im Stand angewandt werden kann, ist er sehr gut zur Selbstverteidigung geeignet. Der Nachteil besteht darin, dass der Angreifer bzw. derjenige, der sich verteidigt, auf den Rücken des Gegners gelangen muss.

### Guillotine Choke

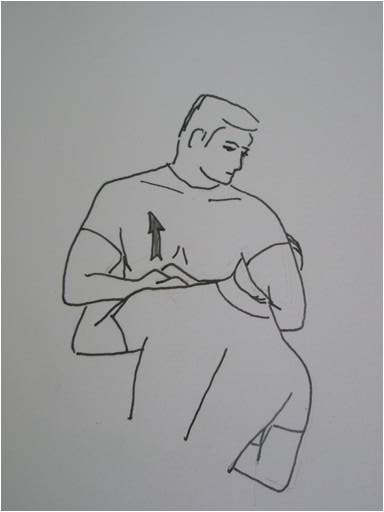
Schematische Darstellung eines Guillotine Chokes

Der Guillotine Choke, auch bekannt als „Mae-Hadaka-Jime“ (前裸絞, „von vorne nackter Choke“, vlg RNC), wird im Gegensatz zum Rear Naked Choke von vorne angewendet.
Er ist landläufig im deutschsprachigen Raum auch als umgekehrter Schwitzkasten bekannt.
Zur Anwendung wird der Kopf des Gegners unter die Achselhöhle genommen und mit der anderen Hand blockiert. Der Kopf steckt also fest wie in einer historischen Guillotine.
Angewendet werden kann der Guillotine Choke entweder mit oder ohne Arm des Gegners im Griff.
Um den Griff richtig vorzubereiten, kann das Kinn des Gegners gegriffen und leicht angehoben werden. Die zweite Hand greift nun die erste Hand im Bereich des kleinen Fingers und erhöht den Zug.
Der Guillotine Choke kann sowohl im Stand als auch am Boden ausgeführt werden. Hierzu existieren zahlreiche Varianten, etwa aus der Guard, der Half Guard, als Verteidigung gegen einen Double Leg Takedown, oder als Verteidigung aus der Side Control.
Er ist eng mit dem „D'arce Choke“ verwandt, bei welchem der eigene Bizeps wie beim Rear Naked Choke gegriffen wird (statt der Handwurzel) und der Druck auf den Rücken des Gegners ausgeübt wird. Ein fließender Wechsel zwischen beide Chokes ist für geübte Kämpfer leicht möglich.

## Shoulder Chokes

### D'arce Choke/Brabo Choke
Der D'arce Choke, auch bekannt als „Brabo Choke“ (im Judo auch bekannt unter Ukemi (受身)) wurde nach Joe D'Arce, einem brasilianischen Third-degree Jiu Jitsu-Schwarzgurt unter Renzo Gracie benannt.
Unter seinem zweiten Namen Brabo Choke wurde der Choke zeitgleich bekannt durch den portugiesischen BJJ-Schwarzgurt Leonardo Vieira. Dieser sah den Griff bei einem seiner Schüler. Das Wort „Brabo“ bedeutet auf Portugiesisch so viel wie „wütend, tough/hart“ oder auch „aggressiv“.
Als Vieira diese Position selbst probierte, lautete seine E-Mail-Adresse „leobrabo@...“. Deshalb, und weil es inhaltlich zum Choke passte, setzte sich der Name Brabo Choke durch.
Der besseren Verständlichkeit halber wird der Choke im Rest des Artikels nur noch als D'arce Choke bezeichnet.
Der Angreifer bringt, wie beim Guillotine Choke, seinen Arm unter den Hals des Gegners und durch die Achselhöhle. Allerdings greift er nicht wie beim Guillotine Choke seine eigene Hand, sondern seinen Bizeps wie beim Rear Naked Choke.
Um mit der Schulter noch tiefer in den Hals des Gegners zu kommen, kann der Angreifer mit dem Gegner eine Längsrolle über die blockierte Schulter durchführen (Als „Gator Rolle“ bekannt)
Um den Druck mit der Schulter im Hals zu erhöhen, „wandert“ er nun mit den Beinen von oben nach unten, während er gleichzeitig den Griff beibehält. Dadurch erhöht er mit seinem Torso den Druck auf den Nacken/Hinterkopf des Gegners und presst diesen so in den Choke hinein.
Das „Wandern“ erfüllt so den Zweck des „Nachvornedrückens“ beim Rear Naked Choke. Von der Ausführung könnte man den D'arce Choke daher mit einem umgekehrten (kopfüber) Rear Naked Choke vergleichen: Während beim Rear Naked Choke der Ausführende parallel hinter dem Gegner sitzt oder steht, ist der Angreifer beim D'arce Choke um 180° versetzt zum Gegner. Der Druck auf die Schulterblätter entspricht damit der Wirkung des Drucks auf den Kopf beim Rear Naked Choke.
Darin ist auch der Nachteil des D'arce Chokes zu sehen: Er kann gegen einen stehenden Gegner nur dann ausgeführt werden, wenn der sich bereits tief nach vornüber gebeugt hat (beispielsweise bei einem misslungenen Double Leg Takedown).

### Anaconda Choke
Der „Anaconda Choke“ ist von der Ausführung her grundsätzlich gleich mit dem D'arce Choke. Jedoch greift hier der Angreifer nicht unter den Achseln zum Nacken durch, sondern umgekehrt, also von der oberen Schulter unter die gegenüberliegende Achselhöhle.
Die restliche Ausführung ist mit der des D'arce Chokes identisch: Der Angreifer „verriegelt“ seinen Griff, indem er seinen eigenen Bizeps greift, und dreht seine Schulter mittels der Torsionskraft tiefer in den Nacken des Gegners, indem er eine Gator Rolle praktiziert (ähnlich einer Anakonda, welche ihre Beute umwickelt und um die eigene Längsachse dreht).

### Von Flue Choke
Der „Von Flue Choke“ wurde im Jahr 2006 durch den UFC-Kämpfer Jason Von Flue bekannt, der diesen erfolgreich in der UFC Fight Night 3 gegen Alex Karalexis einsetzte.
Er ist eine Verteidigung aus der Side Control gegen einen Guillotine Choke, welcher zu lange gehalten wurde. Um den Von Flue Choke anzusetzen, ist das richtige Timing wichtig. Er wirkt auf dieselbe Art und Weise, wie ein Triangle Choke oder ein Arm Triangle Choke durch Kompression der Schlagader. Entscheidend hier ist jedoch der Druck mit der Schulter: Der Gegner blockiert sich durch seinen Arm, welchen er zum Guillotine Choke angesetzt hat, nun selbst.
Ein Vorteil des Von Flue Chokes ist, dass er oft überraschend eingesetzt werden kann. Nachteile ergeben sich aus dem kurzen Zeitfenster, welches ein gutes Timing erforderlich macht, sowie der Tatsache, dass er nur am Boden liegend angesetzt werden kann.

### North South Choke

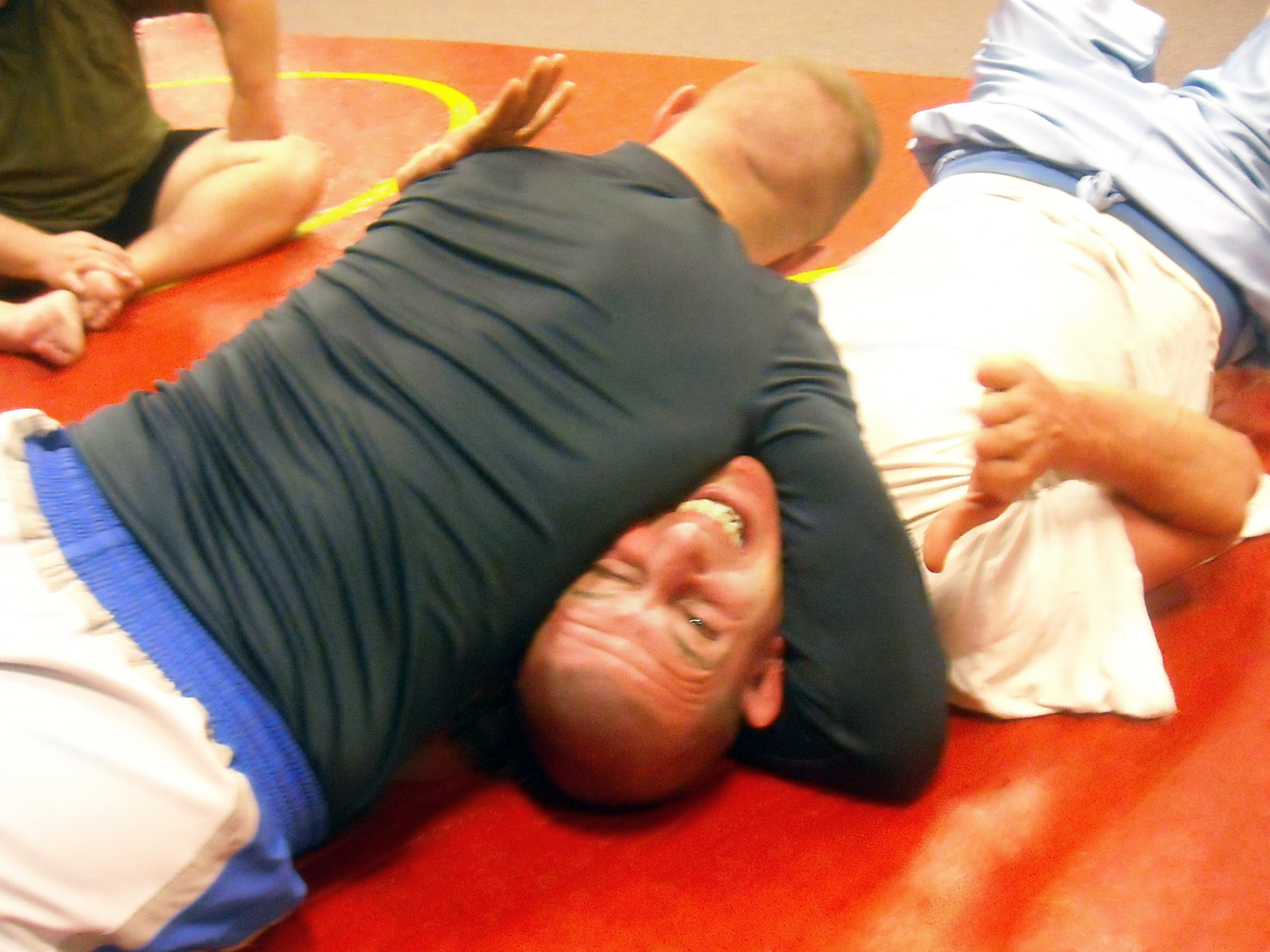
Ein Kämpfer setzt einen North South Choke an. Der Druck wird hierbei mit der Schulter erzeugt.

Der „North South Choke“, im Judo auch bekannt als „Kami-shiho-gatame“ (上四方固, frei übersetzt „obere vier Viertel halten“), in Variationen auch bekannt als „Kuzure-kami-shiho-gatame“ (崩上四方固 „gebrochene obere vier Viertel halten“), ist vom Grundsatz her eine Side Control vom Kopf des Gegners. Während es also, um einen D'arce Choke oder Anaconda Choke anzusetzen, erforderlich ist, dass der Gegner dem Angreifer den Rücken zuwendet, kann der North South Choke dann angesetzt werden, wenn der Gegner auf dem Rücken liegt und die beiden Kämpfer mit dem Gesicht zueinander sind.
Ähnlich wie bei dem Guillotine Choke wird hierzu unter den Hals des Gegners gegriffen. Allerdings geschieht dies zum einen von vorne, also der Gesichtsseite her, nicht vom Hinterkopf, zum anderen wird nicht mit der freien Hand die zweite Hand verriegelt. Stattdessen entsteht dieser Effekt hierbei durch den Druck mit der Schulter. Die zweite Hand sollte genutzt werden, um die Hüfte des Gegners zu blockieren, um eine Entlastung des Nackens durch „Mitwandern“ und dadurch Verbesserung des Winkels zu vermeiden.

## Sonderformen/Mischformen
Neben diesen klassischen Chokes existieren noch weitere Chokes, die entweder Mischformen darstellen oder ausschließlich bei Disziplinen, bei welchen ein Gi getragen wird, zum Einsatz kommen.

### Bulldog Choke
Der „Bulldog Choke“ ist im Kern ein „Schwitzkasten“, welcher ein Einklemmen des Gegners unter den Achseln zum Ziel hat. Er wird im MMA relativ selten angewendet, war jedoch in der UFC 32 sowie der UFC 181 zweimal erfolgreich. Uriah Faber und Raquel Pennington erzielten beide Submission-Siege mit der Technik.
Der Bulldog Choke wird aus der Kesa-gatame aufgesetzt. Der Angreifer bringt hierzu das hintere Bein unter die Schulter des auf dem Rücken liegenden Gegners; danach greift er mit der dem Gegner zugewandten Hand sein eigenes Bein und schließt so den Freiraum zwischen Hals und Brustkorb des Gegners. Indem er seine Hüfte in die Rippen des Gegners schiebt, erhöht er so den Druck. Der Bulldog Choke ist dahingehend eine Sonderform, weil er zum einen mit viel Kraft ausgeführt werden muss, um die Aufgabe des Gegners zu erreichen, zum anderen zielt er nicht direkt auf den Hals, sondern er wirkt durch den Druck auf die Lunge und die daraus resultierende Atemnot. Der Effekt kann noch weiter verstärkt werden, wenn der Angreifer bei jedem Ausatmen des Gegners (Zusammenziehen der Lunge) den Druck weiter erhöht, so dass ein Ausatmen unmöglich wird.

## Gi Chokes
Gi Chokes spielen ausschließlich in Grappling-Kampfsportarten, in welchen ein Gi getragen wird, eine Rolle, also beispielsweise in Judo, Jiu Jutsu oder Brazilian Jiu Jitsu (BJJ).
Bei Kampfsportarten ohne Gi, wie etwa Ringen oder MMA, sind diese in ihrer Grundform wirkungslos. Daher gibt es von vielen No-Gi-Adaptionen.
Die wichtigsten Gi Chokes sind:

### Bow and Arrow Choke/Standard Collar Choke

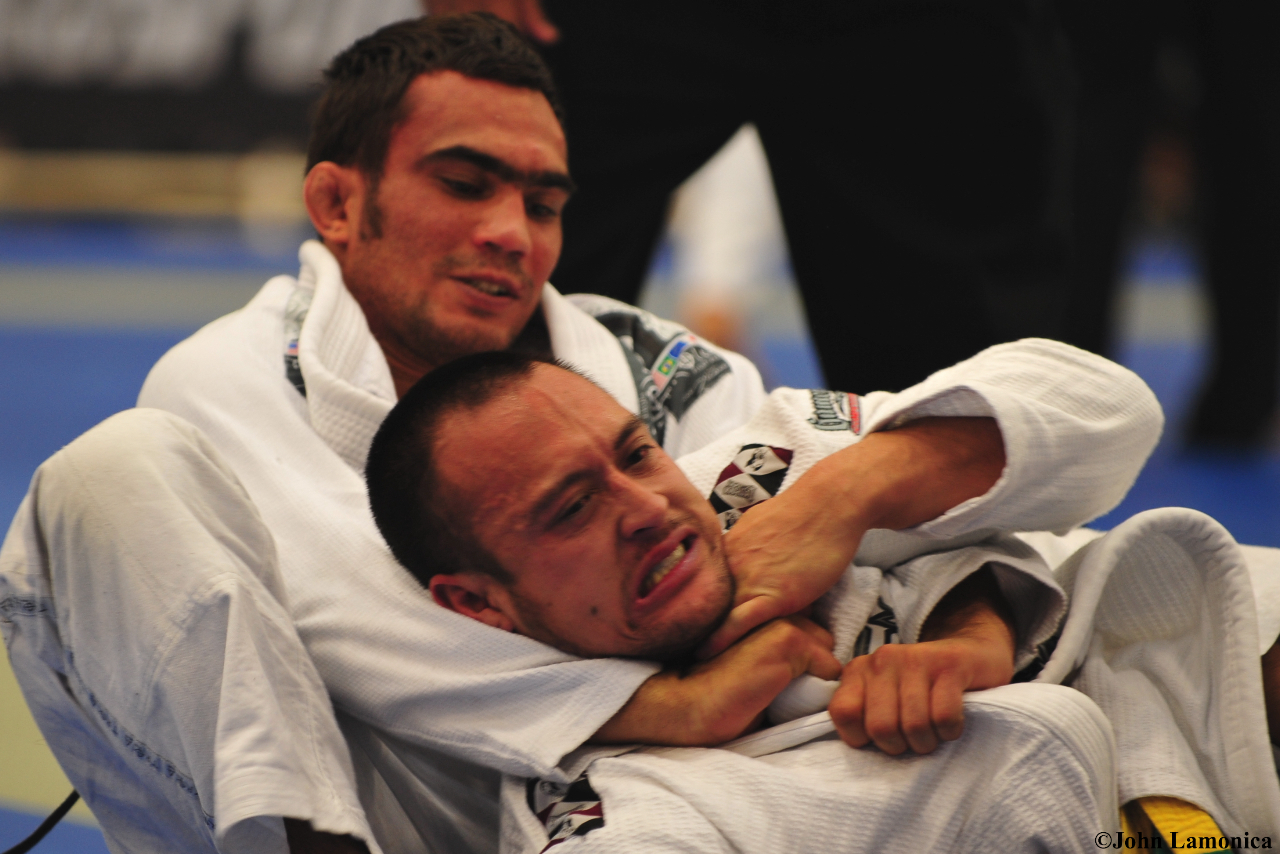
BJJ Schwarzgurt Lucas Leite bei einem Standard Collar Choke bei der Pan-American Jiu-Jitsu Championship 2009

Der „Bow and Arrow Choke“ („Okuri-eri-jime“ (送襟絞)), „Bogen und Pfeil-Choke“ sowie der „Standard Collar Choke From the Back“ („von hinten“) sind zwei wichtige, für Judo und Brazilian Jiu Jitsu typische Greifpositionen, bei denen der Angreifer das Revers seines Gegners benutzt, eine Submission zu erzielen. Beide Positionen werden normalerweise aus der Back Control heraus erreicht, obwohl es nicht unbedingt erforderlich ist, dass die Back Control gesichert wird, um einen der Chokes anzuwenden.
Obwohl sie oft in einem Atemzug genannt werden, haben Bow and Arrow Choke und Standard Collar Choke unterschiedliche physikalische Ansätze.

#### Standard Collar Choke
Der Standard Collar Choke From the Back („gewöhnlicher Kragen-Würgegriff von hinten“), auch bekannt als „Sliding Collar Choke“ („gleitender Kragen-Würgegriff“), „Collar and Lapel Choke“ („Kragen- und Revers-Würgegriff“) oder „Cross Collar Choke From the Back“ („Würgegriff mit gekreuztem Kragen“), ist die häufigste Submission beim Kampf mit Gi im BJJ.
Der Attackierende greift beide Seiten des Gi-Kragens seines Gegners aus der Back Control heraus. Das bedeutet, der rechte Unterarm ist unter dem Kinn des Gegners und greift dabei die linke Seite des Kragens, während der rechte Arm unter die Achselhöhle des Gegners greift und die rechte Seite des Kragens kontrolliert. Die Kraft des Standard Collar Chokes entsteht nun, wenn der Angreifer die Arme kreuzt und so den Kragen zuzieht.

#### Bow and Arrow Choke
Der Bow and Arrow Choke, auch bekannt als „Berimbau Choke“ (portugiesisch-brasilianisch) ist eine weitere hochwirksame Würgetechnik, die darauf beruht, dass der Angreifer eine der Kragenseiten seines Kontrahenten aus einer Back Control-Situation heraus greift.
Auch hier fasst der Angreifer mit der einen Hand den seitlichen Kragen des Gegners. Im Gegensatz zum Standard Collar Choke greift er nun aber nicht unter die Achselhöhle, sondern unter das ihm zugewandte Bein des Gegners. Der Druck entsteht hierbei aus einer „Spannbewegung“ des Gegners wie bei einem Pfeil und Bogen (englisch: Arrow and Bow).

### Baseball Choke

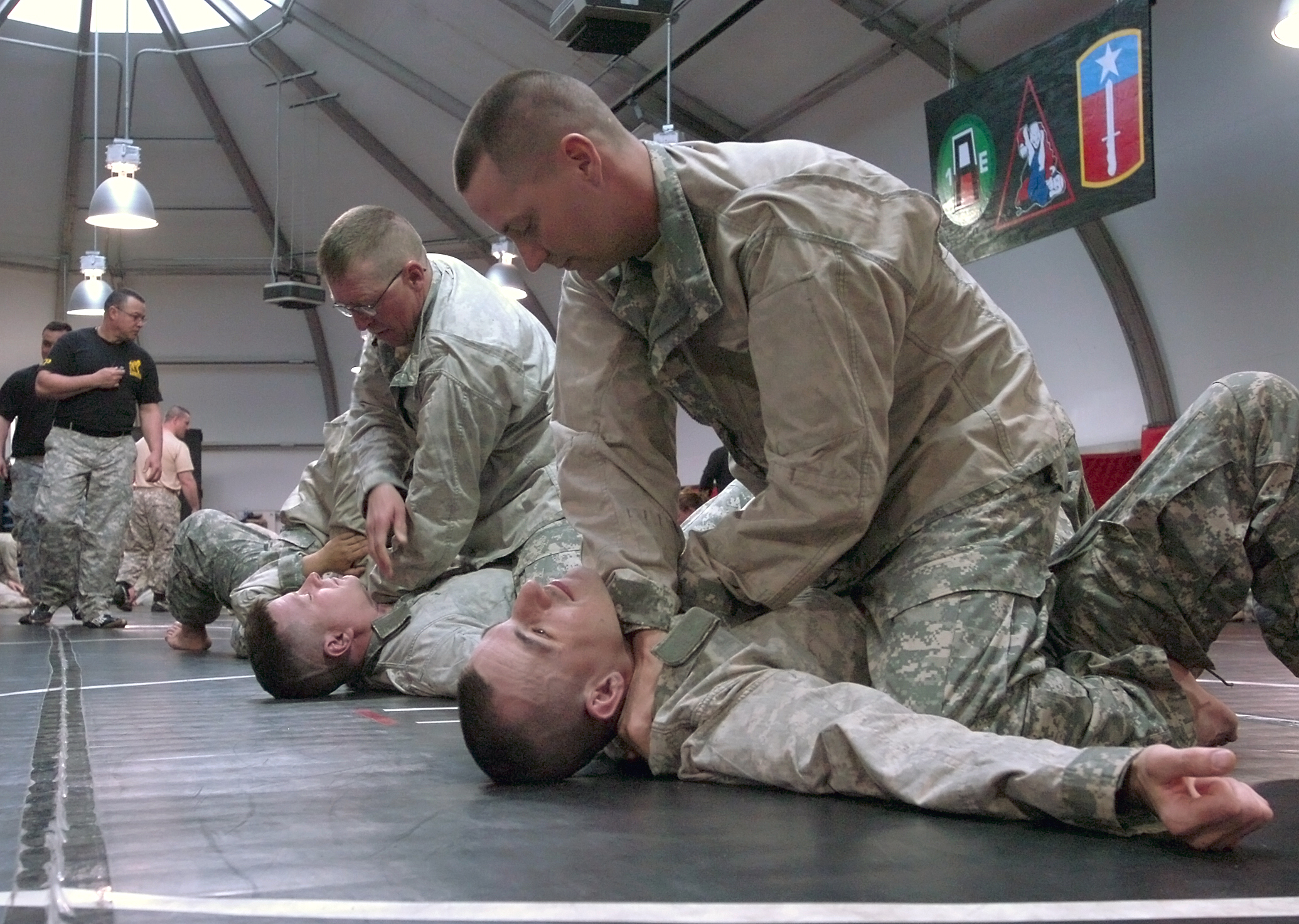
Soldaten der US-Armee beim Training eines Baseball Chokes. Hier wird statt dem Gi die Uniform des Gegners genutzt.

Ein sehr effektiver Choke ist ebenfalls der „Baseball Choke“. Er wird von vorne, also beispielsweise aus der Mount-Position ausgeführt. Dabei wird über Kreuz der Kragen des Gegners tief seitlich gegriffen und über Kreuz gewürgt. Die Hände sollten zum Schluss hintereinander sein, so als ob man einen Baseballschläger halten würde (daher der Name).

#### Baseball Choke – No-Gi-Variante
Beim Baseball Choke handelt sich um einen klassischen Gi Choke, weshalb er in diesem Artikel auch unter einem solchen geführt wird. Gleichwohl gibt es eine No-Gi-Variante. Bei dieser umgreift man den Nacken des Gegners und verhakt die Finger ineinander, um dann die Arme mit einer Scherenbewegung zusammenzuführen. So wird der fehlende Kragen ersetzt. Allerdings befinden sich die Hände dann nicht mehr in der namensgebenden „Baseballschläger“-Haltung.

### Ezechiel Choke

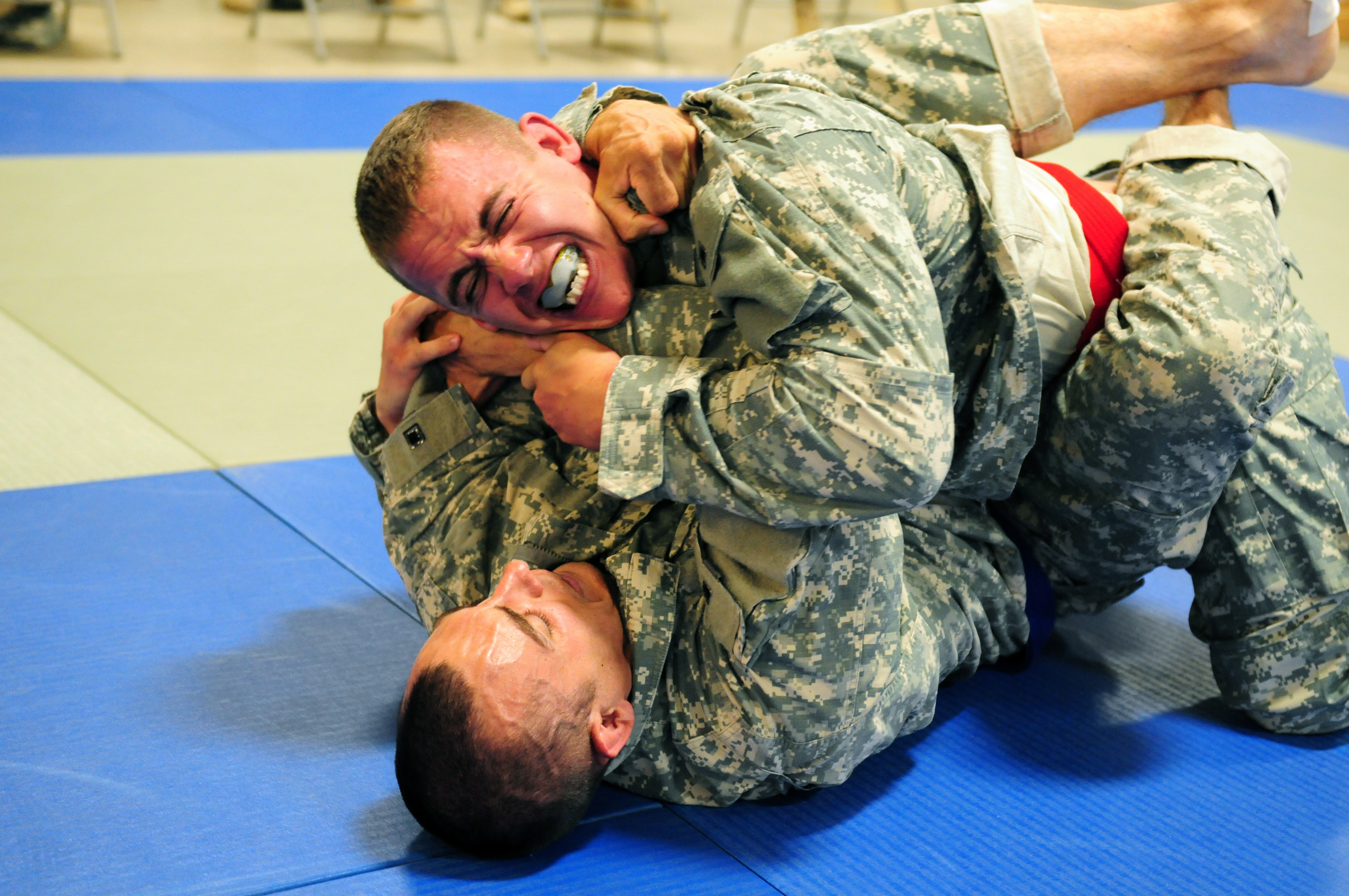
Ein Soldat setzt einen Ezechiel Choke aus der Guard an

Der „Ezechiel Choke“ (im Judo auch bekannt als „Sode-guruma-jime“ (袖車絞め), frei übersetzt „Einschnüren mit dem Ärmel“) ist ein Würgegriff (Shime-waza), der die Luftröhre oder die Halsschlagader des Gegners komprimiert. Der Griff ist nach Ezequiel Paraguassu, einem brasilianischen Judoka benannt.
Die Technik kann aus einer Vielzahl von Positionen ausgeführt werden, wird jedoch im Allgemeinen durchgeführt, indem mit einem Arm hinter den Kopf des Gegners und mit der entgegengesetzten Hand in den Ärmel des Gi gegriffen wird. Während der Hebel gegen den Ärmel gedrückt wird, wird der gegenüberliegende Unterarm über den Hals geführt und festgeklammert. Der Ezechiel Choke ist für die Verwendung eines Gi konzipiert; ähnlich wie beim Baseball Choke existiert jedoch auch hier eine No-Gi-Variante.

#### Ezechiel Choke – No-Gi-Variante
Da der Ezechiel Choke auf der Hebelwirkung des Ärmels basiert, muss er in No-Gi alternativ ausgeführt werden.
Typischerweise wird dies erreicht, indem der untere Arm zum gegenüberliegenden Handgelenk oder Ellenbogen greift.